# Karen Kamensek
Karen Kamensek, ameriška dirigentka, * 2. januar 1970, Chicago.
Je ameriška orkestrska in operna dirigentka. Ima slovenske korenine, njeni starši so iz Kamnice pri Mariboru. Leta 2022 prejela grammyja za najboljši posnetek novih opernih produkcij.
Diplomirala je iz orkestrskega dirigiranja in klavirja na Jacobs School of Music Univerze v Indiani. Med letoma 2000 in 2002 je bila prva kapelnica Volksoper Wien. Med letoma 2003 in 2006 je bila generalna glasbena direktorica (Generalmusikdirektorin) Theater Freiburg, prva dirigentka v zgodovini Freiburga. Med letoma 2007 in 2008 je delala kot začasna glasbena direktorica v Slovenskem narodnem gledališču Maribor, od 2008 do 2011 pa kot glasbena direktorica v Staatsoper Hamburg  Leta 2011 je bila imenovana za generalno glasbeno direktorico in glavno dirigentko Staatsoper Hannover kot prva dirigentka, ki je zasedla ta položaja v Hannovru. Leta 2015 se je odpovedala nazivu generalne glasbene direktorice in ostala glavna dirigentka do leta 2016.
Kamenškova je kot dirigentka debitirala v Angleški narodni operi (ENO) marca 2016 z opero Ehnaton Philipa Glassa. Kamenškova je pogosto sodelovala s Glassom  in je leta 2005 dirigirala snemanje Orange Mountain Music skladateljeve opere Les Enfants terribles. Leta 2017 je imela Kamenškova svoj debitantski koncert na The Proms s komornim orkestrom Britten Sinfonia iz Cambridga, kjer je dirigirala prvo izvedbo v živo celotne glasbe albuma Passages Philipa Glassa in Ravija Shankarja, s Shankarjevo hčerko Anoushko Shankar kot solistko. V ENO se je vrnila zaradi njihove oživitve Glassove Satyagrahe leta 2018. 
Novembra 2019 je Kamenškova debitirala kot dirigentka v newyorški Metropolitanski operi z Ehnatonom. 23. novembra 2019 je dirigirala izvedbo Metropolitanska opera v živo HD in kinemoatografski prenos Ehnatona kot druga ženska dirigentka v zgodovini serije Metropolitanska opera v živo HD. Za posnetek Ehnatona  je leta 2022 prejela grammyja za najboljši operni posnetek.